# Bistahieversor sealeyi

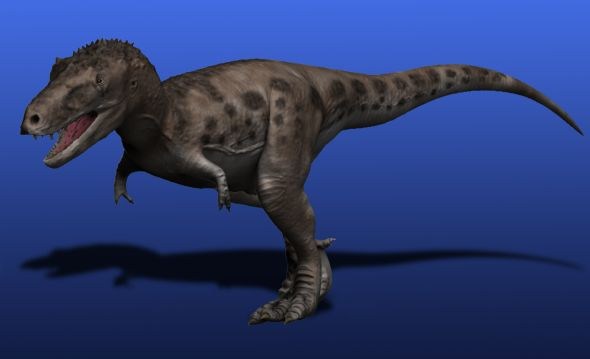
Ricostruzione di Bihastieversor

Il bistahieversor (Bistahieversor sealeyi) è un dinosauro carnivoro appartenente ai tirannosauroidi. Visse nel Cretaceo superiore  (Campaniano, circa 75 milioni di anni fa) e i suoi resti fossili sono stati ritrovati in Nordamerica (Nuovo Messico). Rappresenta uno stretto parente dei veri tirannosauri.

## Descrizione
Questo dinosauro è noto per alcuni esemplari fossili, sia giovani che adulti, ritrovati nella formazione Kirtland. Bistahieversor poteva raggiungere i 9 metri di lunghezza e forse superare la tonnellata di peso. L'aspetto era simile a quello dei tirannosauri, con un corpo robusto e zampe posteriori potenti. Il muso era alto e fornito di lunghi denti ricurvi e seghettati; al contrario dei veri tirannosauri, questo animale possedeva 64 denti, una sorta di carena lungo la parte inferiore della mandibola e un'ulteriore apertura nel cranio proprio sopra gli occhi. Questa "finestra", probabilmente, ospitava una camera d'aria che contribuiva ad alleggerire il cranio. Oltre a queste caratteristiche, Bistahieversor era anche dotato di una complessa articolazione nella parte anteriore del cranio, che avrebbe aiutato l'animale a stabilizzare il cranio. 

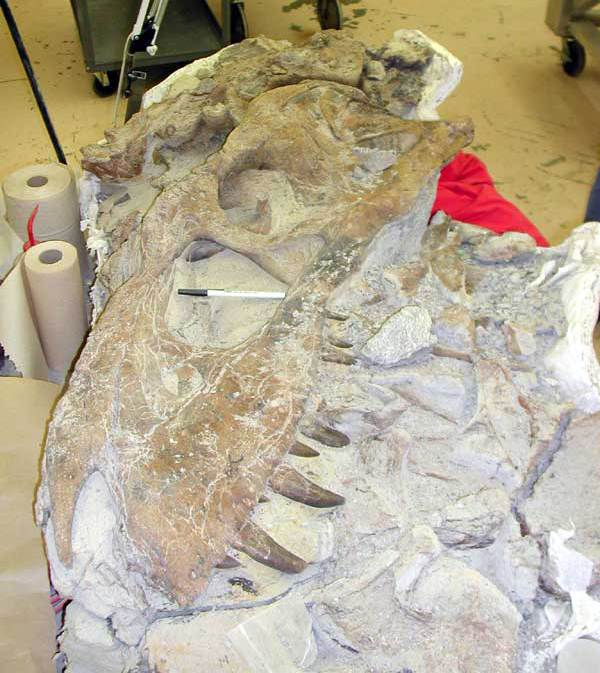
Teschio di Bistahieversor

## Scoperta e classificazione
I primi resti di Bistahieversor, uno scheletro parziale con tanto di cranio, vennero scoperti nel 1990 e vennero attribuiti a un esemplare di Aublysodon, che all'epoca era considerato un piccolo carnivoro imparentato con i tirannosauridi. Altri resti (crani e scheletri incompleti, tra cui un esemplare giovane) vennero trovati nel 1992 e nel 1998. In un articolo del 2000, Thomas Carr e Thomas Williamson esaminarono gli esemplari e convennero che non si trattava di resti di Aublysodon, ma di esemplari (una o più nuove specie) del tirannosauro Daspletosaurus. Solo nel 2010 Carr e Williamson pubblicarono una ridescrizione degli esemplari, dichiarando che appartenevano a un nuovo genere e una nuova specie di tirannosauroidi più primitivi dei veri tirannosauri: Bistahieversor sealeyi.

## Paleobiologia
Bistahieversor doveva essere il superpredatore del suo ambiente, dal momento che non sono stati ritrovati altri resti di animali carnivori terrestri più grandi; tra gli altri dinosauri presenti nella formazione Kirtland, si ricordano il dromeosauride Saurornitholestes, il corazzato Nodocephalosaurus, i dinosauri a becco d'anatra Kritosaurus e Parasaurolophus, il dinosauro dal cranio a cupola Sphaerotholus e i dinosauri cornuti Pentaceratops e Titanoceratops. Probabilmente Bistahieversor predava più facilmente animali come i dinosauri a becco d'anatra, piuttosto che i ceratopsi giganti.

## Significato del nome
Il nome Bistahieversor deriva dalla parola Navajo Bistahí ("posto delle formazioni di adobe", con riferimento al Bisti/De-Na-Zin Wilderness, la zona in cui sono stati ritrovati i resti) e la parola latina eversor ("distruttore"), quindi il significato è più o meno "distruttore di adobe".